# Tony Chimel
Anthony "Tony" Chimel (nacido el 11 de octubre de 1967 en los Estados Unidos) fue anunciador de la marca SmackDown!.

## Carrera como anunciador

### World Wrestling Federation / Entertainment / WWE (1991-2020)
Antes que Chimel fuera anunciador, él y Joey Marella, fueron técnicos del ring para la WWF. Él también apareció de extra en la película "Indiana Jones, en busca del arca perdida", donde su cara fue derretida por un efecto especial.

#### SmackDown! (1999 - 2007)
Chimel empezó su carrera de anunciador para la marca SmackDown! en 1999. Poco después, fue derrotado por Howard Finkel en una disputa por el puesto de anunciador y perdió el puesto de anunciador.

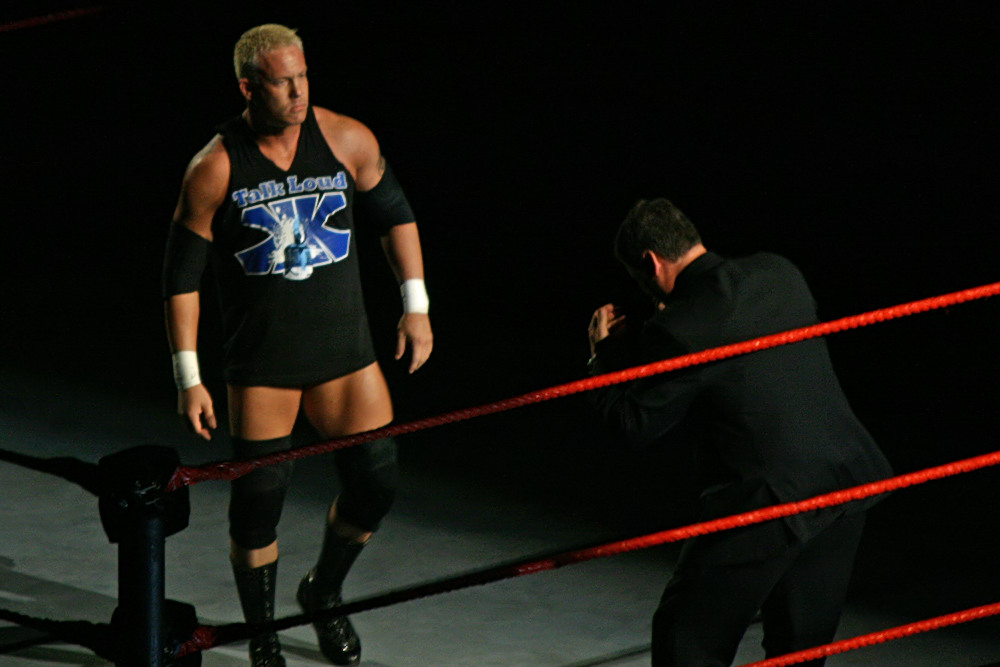
Tony Chimel en feudo con Mr. Kennedy.

A Mediados de 2005 y 2007 Chimel tuvo un pequeño feudo con Mr. Kennedy. Kennedy le decía a Chimel que dijera su nombre alto, fuerte y con respeto.
En un episodio de SmackDown!, Kurt Angle (que era Mánager General en ese momento), le exigió a Chimel que entrara al ring para darle una demostración de lucha ante Eddie Guerrero, Chimel le pegó a Kurt y fue despedido. Luego fue recontratado por Vince McMahon.
El 22 de diciembre del 2006 en un episodio de SmackDown Chimel anunció la entrada de "The Boogeyman", quien le metió gusanos en la boca, Chimel luego se fue corriendo. Esto era un argumento (kayfabe) para que Chimel se quedara un cierto tiempo fuera para mejorar su lesión dorsal que se hacía grave y para pasar más tiempo con su familia. El comentarista de la ECW Justin Roberts fue anunciador de SmackDown! hasta que Chimel volvió el 13 de abril del 2007.
Chimel apareció en juegos como "WWE Day of Reckoning 2", "WWE SmackDown! vs. Raw 2006", "WWE SmackDown vs. Raw 2007",  "WWE SmackDown vs. Raw 2008", "WWE SmackDown vs. Raw 2009", "WWE SmackDown vs. Raw 2010", "WWE SmackDown vs. Raw 2011"  "WWE '12" y "WWE '13"

#### ECW (2007 - 2009)
En 2007, Chimel cambió su puesto con Justin Roberts, convirtiéndose en el nuevo anunciador de la ECW. El 30 de abril del 2009 empezó a presentar a los luchadores de WWE Superstars.

#### Regreso a SmackDown (2009-2011)
Después de que Lilian Garcia dejara la WWE, Justin Roberts paso a la marca de RAW, Tony a SmackDown y contrataron para ECW a Lauren Mayhew, y comenzó a presentar todas las peleas de SmackDown y algunas de WWE Superstars. Tras el regreso de Lilian Garcia, Chimel sólo anunció en WWE NXT y en WWE Superstars.
Luego, Chimel trabajó principalmente detrás de escena para WWE, trabajando como gerente de producción y como parte del equipo del ring.
Chimel salió de la empresa el 9 de noviembre de 2020.